# Alexander Keiller

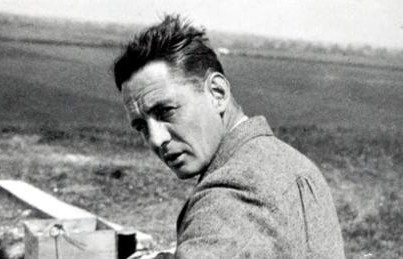
Alexander Keiller, ca. 1920

Alexander „Alex“ Keiller (* 1. Dezember 1889 in Dundee, Schottland; † 29. Oktober 1955 in Kingston Hill, England) war ein britischer Amateur-Archäologe, Mäzen, Nordischer Skisportler und Sportfunktionär.

## Leben
Alexander Keiller war der Erbe des Marmeladeunternehmens James Keiller & Son, das seine Familie ab 1797 in Dundee besaß, und wurde 1889 im Familiensitz in Binrock, Dundee geboren. Sein Vater starb 1899 und Keiller wurde anschließend in einem Internat in Surrey erzogen. Später besuchte er das Eton College. Als 1907 auch seine Mutter gestorben war, kehrte Keiller in seine schottische Heimat zurück und übernahm im Alter von 17 Jahren die Leitung des Familienunternehmens.
Am 2. Juni 1913 heiratete Keiller Florence Marianne Phil-Morris. Das Ehepaar zog in Keillers Wohnsitz in London, 13 Hyde Park Gardens. Noch im selben Jahr war er an der Gründung der Sizaire-Berwick Motor Company beteiligt.
Im Jahr 1910 war Keiller einer der ersten britischen Skispringer und obwohl er keine herausragende Ski- oder Skisprungkarriere hatte, wurde er bedeutender Funktionär des Sports. Bei den Olympischen Winterspielen 1924 in Chamonix war Keiller über die 18 Kilometer im Skilanglauf, in der Nordischen Kombination sowie im Skispringen gemeldet, trat aber in keinem der Wettkämpfe an. Im Jahr 1926 gründete er den British Ski-jumping Club und war dessen erster Präsident. Zudem war Keiller eine Zeit lang Präsident des Ski Club of Great Britain. Im Jahr 1928 verfasste er das Buch The Ski-ing Events at the Winter Olympic Games held at St. Moritz, das vom British Ski-jumping and Langlaud Club herausgegeben wurde und das erste Werk dieser Art in Großbritannien war.

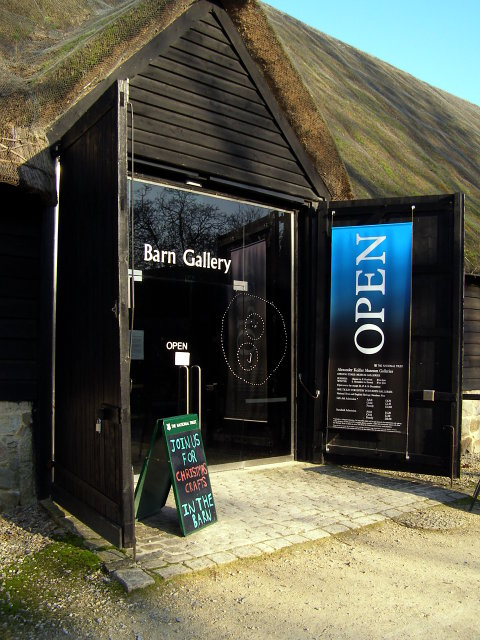
Alexander Keiller Museum

Daneben war Keiller autodidaktischer Amateur-Archäologe, der hohe Geldsummen in die Forschung steckte. Nachdem er im Ersten Weltkrieg in der Royal Naval Volunteer Reserve und später beim Royal Naval Air Service gedient hatte, wurde Keiller 1915 verwundet und erwarb noch im selben Jahr seine Lizenz als Berufspilot. Später nutzte er diese Lizenz um zusammen mit seinem Freund Osbert  Crawford Luftbildfotografien von archäologischen Stätten aufzunehmen und wurde ein Pionier der Luftbildarchäologie in England. 1928 veröffentlichten die beiden das Buch Wessex from the Air. 
In den 1930er Jahren begann Keiller mit Ausgrabungen am Windmill Hill, der eine klassische Ausgrabungsstätte für Grubenwerk wurde, und später Avebury. Er erwarb auch umfangreichen Landbesitz in der Umgebung der archäologischen Stätten (3,8 Quadratkilometer in Avebury, Windmill Hill), den er 1943 an den National Trust günstig verkaufte. Fundstücke aus seinen Ausgrabungen sind im heutigen Alexander-Keiller-Museum des National Trust in Avebury ausgestellt. Keiller restaurierte die Megalithanlagen von Avebury und richtete Steine neu auf. Das heutige Aussehen von Avebury, das mittlerweile zum UNESCO-Welterbe zählt, ist größtenteils seinem Engagement zu verdanken. Unter anderem entdeckte er in Avebury auch 1938 das Skelett eines mittelalterlichen Barbierchirurgen, der unter einem Megalithstein begraben war, und die Knochen des frühesten domestizierten Hundes in England.
Kieller starb 1955 im Alter von 65 Jahren in Telegraph Cottage, Kingston Hill, Surrey, das während des Zweiten Weltkrieges zur Zeit der Operation Overlord Wohnort Dwight D. Eisenhowers war.